# Cosí
Un cosí és el fill dels oncles i les ties, és a dir, els descendents dels germans dels progenitors. Tot i així, aquest terme de parentiu pot usar-se en un sentit més laxe: es parla de cosins quan es comparteixen ascedents comuns, en graus successius. Així, els cosins segons són els fills dels cosins dels pares, els cosins tercers els nets dels cosins dels avis i així sense limitacions. Per diferenciar aquests graus a vegades s'empra el terme cosí germà per a cosins de primer grau (els fills dels germans dels progenitors).
Els cosins són el grau més proper de parents que poden contreure matrimoni segons el costum occidental sense caure en l'incest. De fet, els matrimonis entre cosins són freqüents a la noblesa (per mantenir el llinatge).
El concepte de cosí, però, no és universal. El sistema de parentiu indica quina terminologia s'ha de fer servir:
- El parentiu esquimal considera que la família nuclear és el més rellevant i per això designa amb el mateix nom tots els fills dels oncles i ties, siguin per línia paterna o materna.
- El sistema de parentiu hawaià només diferencia entre membres de diferents generacions i per sexe, i així germà i cosí reben un mateix terme i germana i cosina, un altre, sense que existeixi el concepte "cosí" com a tal
- El sistema sudanès diferencia amb termes diferents els vuit tipus de cosins possibles: fill del germà del pare, filla del germà del pare, fill de la germana del pare, filla de la germana del pare, fill del germà de la mare, filla del germà de la mare, fill de la germana de la mare i filla de la germana de la mare
- El parentiu omaha considera cosins només els fills de la germana del pare. Els fills del germà del pare i de la germana de la mare són considerats al mateix nivell que els germans i els fills del germà de la mare formen part d'un altre arbre familiar (però prevalen els tabús matrimonials associats al propi llinatge)
- El sistema crow és la versió oposada de l'anterior: cosins són els fills del germà de la mare, els fills de la germana del pare comencen una altra unitat familiar i la resta de possibles cosins són germans
- El parentiu iroquès anomena cosins als fills del germà de sexe oposat al progenitor. Així, són cosins els fills de la germana del pare i els fills del germà de la mare, mentre que els descendents del germà del mateix sexe són equivalents als germans.